# سورو بوفاليني
سورو بوفاليني (بالإيطالية: Sauro Bufalini)‏ مواليد 28 أبريل 1941 في بيزا - الوفاة 1 أبريل 2012، كان لاعب كرة سلة إيطالي. مثّل منتخب بلاده. شارك في مسابقة كرة السلة في الألعاب الأولمبية الصيفية.

## روابط خارجية
- سورو بوفاليني على موقع الاتحاد الدولي لكرة السلة (الإنجليزية)
- سورو بوفاليني على موقع سبورتس رفرنس (الإنجليزية)
- سورو بوفاليني على موقع أوليمبيديا (الإنجليزية)